# 比嘉賢伸
比嘉 賢伸（ひが けんしん、2000年1月12日 - ）は、大阪府大阪市出身の元プロ野球選手（内野手）。右投左打。プロでは育成選手であった。

## 経歴
大阪市立大正東中学校では大正ボーイズに所属。チームメイトには阪口皓亮がいた。
進学した盛岡大学附属高等学校では、2年夏、3年春、3年夏と3度甲子園に出場。2年秋からは主将を務め、4番・遊撃手として春夏連続のベスト8進出に貢献した。高校通算37本塁打。
2017年10月26日、プロ野球ドラフト会議で読売ジャイアンツから育成選手ドラフト1位指名を受け、11月9日に支度金200万円、年俸250万円で仮契約を結んだ。背番号は001。
左の長距離砲として期待されていたが、2018年はイースタン・リーグの出場は1試合のみ、2019年もイースタン12試合出場、13打数2安打、打率.154の成績にとどまった。
2020年はイースタンの出場はなく、三軍でも16打数3安打、打率.188、0本、1打点の成績に終わり、11月2日に戦力外通告が公示された。

## 詳細情報

### 年度別打撃成績
- 一軍公式戦出場なし

### 背番号
- 001（2018年 - 2020年）